# Zagórzyckie Łąki
Zagórzyckie Łąki este o arie protejată (sit de importanță comunitară — SCI) din Polonia întinsă pe o suprafață de 356,26 ha, integral pe uscat.

## Localizare
Centrul sitului Zagórzyckie Łąki este situat la coordonatele 51°15′36″N 16°33′00″E / 51.2599°N 16.55°E.

## Înființare
Situl Zagórzyckie Łąki a fost declarat sit de importanță comunitară în martie 2007 pentru a proteja 8 specii de animale.

## Biodiversitate
Situată în ecoregiunea continentală, aria protejată conține 7 habitate naturale: Pajiști calcaroase din nisipuri xerice, Pajiști cu Molinia pe soluri calcaroase, turboase sau argilos-nămoloase (Molinion caeruleae), Liziere de ierburi înalte hidrofile de câmpie și de nivel montan până la alpin, Fânețe de joasă altitudine (Alopecurus pratensis, Sanguisorba officinalis), Păduri de stejar și carpen Galio-Carpinetum, Păduri acidofile de stejar bătrân cu Quercus robur pe câmpii nisipoase, Păduri aluvionare cu Alnus glutinosa și Fraxinus excelsior (Alno-Padion, Alnion incanae, Salicion albae).
La baza desemnării sitului se află mai multe specii protejate:
- mamifere (1): castor (Castor fiber)
- nevertebrate (7): fluturele de noapte (Eriogaster catax), fluturele auriu (Euphydryas aurinia), fluturele flitirar (Euphydryas maturna), fluturele purpuriu (Lycaena dispar), Phengaris nausithous, Phengaris teleius, Vertigo angustior